# ماركوس هابير
ماركوس هابير (11 يناير 1989 بفانكوفر في كندا - ) هو لاعب كرة قدم كندي في مركز الهجوم. شارك مع منتخب كندا تحت 17 سنة لكرة القدم ومنتخب كندا تحت 20 سنة لكرة القدم ومنتخب كندا لكرة القدم. أما مع النوادي، فقد لعب مع سانت جونستون وستيفيناغ بوروه وفانكوفر وايتكابس ونادي غرونينغن ونوتس كاونتي ووست بروميتش ألبيون ونادي كرو ألكساندرا وفانكوفر وايتكابس (نادي كرة قدم) ونادي إكزتر سيتي.

## وصلات خارجية
- ماركوس هابير على موقع الاتحاد الدولي (مؤرشف)  (الإنجليزية)
- ماركوس هابير على موقع قاعدة بيانات كرة القدم.إي يو (الإنجليزية)
- ماركوس هابير على موقع ناشيونال فوتبول تيمز (الإنجليزية)
- ماركوس هابير على موقع Soccerbase.com (لاعب) (الإنجليزية)
- ماركوس هابير على موقع Soccerway.com (الإنجليزية)